# Amar Quartett (Zürich)
Das Amar Quartett ist ein in Zürich ansässiges Streichquartett, das 1987 von Anna Brunner und ihrer Schwester Maja Weber gegründet wurde. Das Amar Quartett konzertiert in der aktuellen Besetzung mit Anna Brunner (Violine), Igor Keller (Violine), Hannes Bärtschi (Viola) und Christopher Jepson (Violoncello).
Anlässlich des 100. Geburtstags von Paul Hindemith wurde dem Ensemble 1995 vom Hindemith-Institut in Frankfurt am Main der Name Amar Quartett übertragen. Unter diesem Namen hatte der Komponist Paul Hindemith 1922 als Bratschist ein Quartett gegründet, das nach dem ersten Geiger Licco Amar benannt war.
1999 wurde dem Amar Quartett von der Stiftung Habisreutinger leihweise zwei Violinen, eine Bratsche und ein Cello aus der Werkstatt von Antonio Stradivari überlassen. Nachdem Maja Weber dieses Quartett verlassen hatte, wurden diese Instrumente im Jahr 2007 vom neu gegründeten Stradivari Quartett übernommen.
Neben Paul Hindemiths Werken, die dem Ensemble am Herzen liegen, verbindet das Amar Quartett bewährte Tradition in der Werkauswahl mit der bewussten Förderung der zeitgenössischen Musik. Aus diesem Grund vergibt das Amar Quartett regelmässig Aufträge an bekannte und weniger bekannte zeitgenössische Komponisten. Vorrangig werden dabei Schweizer Kulturschaffende berücksichtigt.
Als innovatives Streichquartett ist es dem Amar Quartett wichtig, ausserhalb des Kennerpublikums die Königsdisziplin der Kammermusik auch einem neuen erweiterten Zuhörerkreis näherzubringen. So zum Beispiel mit qualitativ hochstehenden, interdisziplinären Projekten wie der Zusammenarbeit mit multimedialem Theater, Ballett und mit Jazzmusikern.
Stilgerechte Interpretation und technische Perfektion, gepaart mit künstlerischer Ausdruckskraft, stehen beim Amar Quartett an oberster Stelle.
Das Ensemble wurde 1998–2001 während seiner Studien beim Alban Berg Quartett in Köln mit diversen internationalen Preisen – u. a. Bubenreuth, Graz, Migros-Kulturprozent, Genf, London Millennium Award – ausgezeichnet. Im Sommer 2002 debütierte das Amar Quartett erfolgreich in Londons Wigmore Hall sowie beim Lucerne Festival.  Weitere Debüts folgten im Frühjahr 2003 in der St. Petersburger Philharmonie sowie am Divonne Festival in Frankreich. Im Sommer 2003 spielte und unterrichtete das Quartett erstmals an der Musikalischen Sommerakademie Kurt Pahlen in Lenk im Simmental.